# Брезегард-бай-Ельдена
Брезегард-бай-Ельдена (нім. Bresegard bei Eldena) — громада в Німеччині, розташована в землі Мекленбург-Передня Померанія. Входить до складу району Людвігслуст-Пархім. Складова частина об'єднання громад Людвігслуст-Ланд.
Площа — 10,92 км2. Населення становить 199 ос. (станом на 31 грудня 2020).

## Галерея

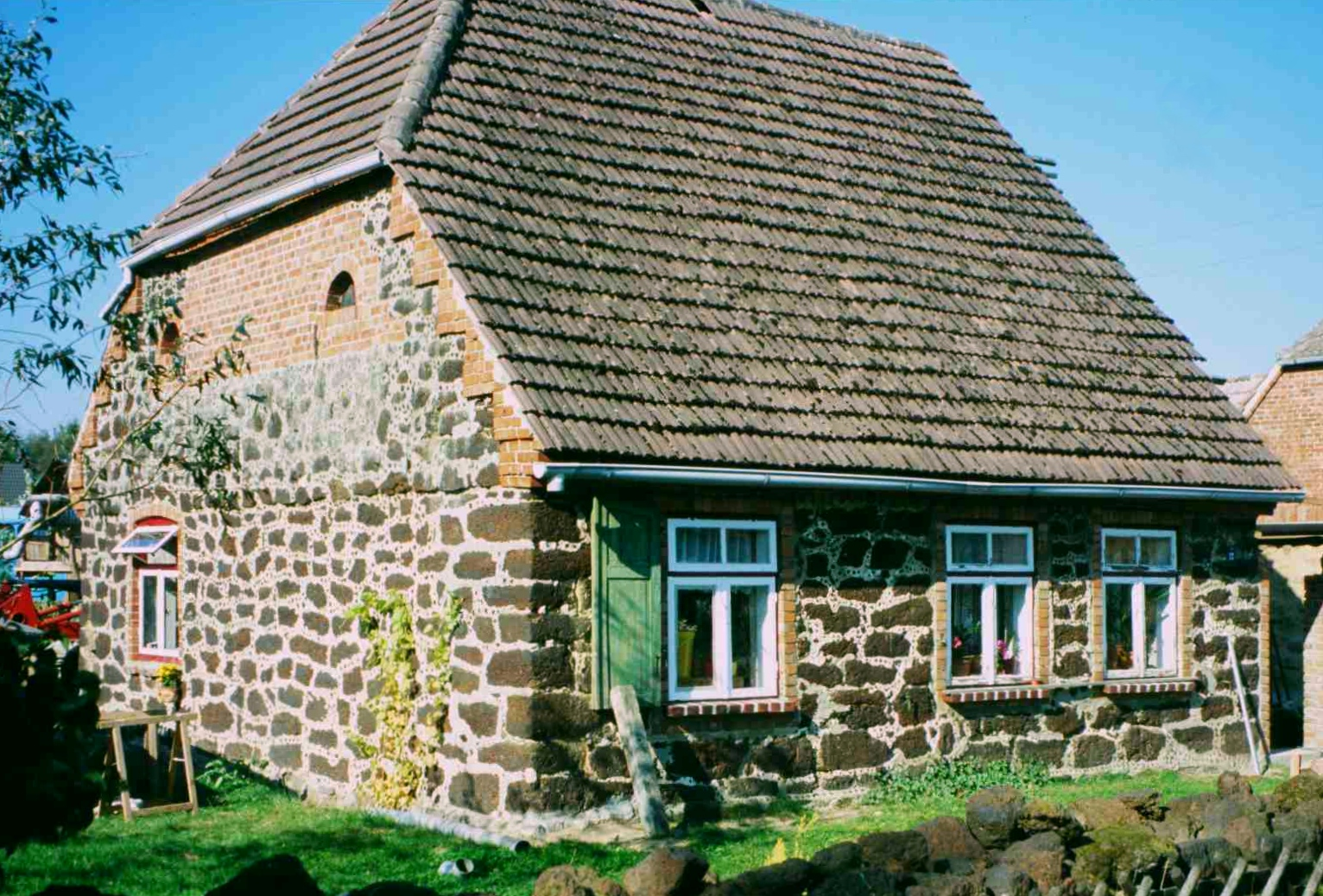